# Atlanta Blackhawks
El Atlanta Blackhawks fue un equipo de fútbol de los Estados Unidos que alguna vez jugó en la USL Premier Development League, la cuarta liga de fútbol en importancia en el país.

## Historia
Fue fundado en 2009 en la ciudad de Atlanta, Georgia como un equipo de expansión de la USL Premier Development League para ese año. Su primer partido oficial fue una derrota 1-2 ante el Mississippi Brilla, partido donde Babayele Sodade anotó el primer gol en la historia de la franquicia.
En su primera temporada el club acabó en último lugar de su división y lejos de la clasificación a los playoffs. En la temporada 2010 el club mejoró bastante y quedaron en tercer lugar de la división, pero no pudieron clasificar a los playoffs.
El club desapareció al finalizar la temporada 2010 debido al apoyo que tenía el Atlanta Silverbacks de la NASL.

## Temporadas
| Año  | División | Liga    | Temporada Regular | Playoffs     | US Open Cup  |
| ---- | -------- | ------- | ----------------- | ------------ | ------------ |
| 2009 | 4        | USL PDL | 8º, Southeast     | No clasificó | No clasificó |
| 2010 | 4        | USL PDL | 3º, Southeast     | No clasificó | No clasificó |

## Entrenadores
- Massoud Roushandel (2009–2010)

## Jugadores

### Jugadores destacados
| - Blake Brettschneider - Alex Caskey | - Troy Cole - Sean Johnson | - Wilfrid Loizeau - Long Tan |